# Niemeyer
Niemeyer ist eine niederdeutsche Variante des Familiennamens Neumeier (siehe dazu auch Meier). Sie wird erstmals im 14. Jahrhundert erwähnt.

## Namensträger

### A
- Adelbert Niemeyer (1867–1932), deutscher Maler, Architekt und Kunstgewerbler
- Anna Maria Niemeyer (1930–2012), brasilianische Designerin
- Annemarie Niemeyer (1893–1977), deutsche Musikwissenschaftlerin
- Arne Niemeyer (* 1981), deutscher Handballspieler
- August Hermann Niemeyer (1754–1828), deutscher Theologe und Pädagoge

### B
- Barbara Niemeyer (* 1960), deutsche Restauratorin und Klassische Archäologin
- Beatrix Niemeyer-Jensen (* 1957), deutsche Erziehungswissenschaftlerin

### C
- Carl Niemeyer (1845–1906), deutscher Generalmajor
- Carl Wilhelm Niemeyer (1804–1842), deutscher evangelisch-lutherischer Geistlicher und Hymnologe
- Charlotte Niemeyer (* 1954), deutsche Kinderärztin und Onkologin
- Chris Niemeyer (* 1973), Schweizer Filmregisseur, Drehbuchautor und Filmproduzent
- Christian Niemeyer (1772–1857), deutscher Pfarrer, Lehrer und Schriftsteller, siehe Johann Christian Ludwig Niemeyer
- Christian Niemeyer (Unternehmer) (1842–1904), deutscher Unternehmer, Politiker und Mäzen
- Christian Niemeyer (Erziehungswissenschaftler) (* 1952), deutscher Sozialpädagoge, Erziehungswissenschaftler und Hochschullehrer
- Christian Eberhard Niemeyer (1675–1757), deutscher Gutsbesitzer und Amtmann

### D
- David Gottlieb Niemeyer (1745–1788), deutscher Theologe

### E
- Eduard Niemeyer (1818–1893), deutscher Pädagoge und Lehrwerke-Autor
- Else Boroffka-Niemeyer (1890–1976), deutsche Fotografin
- Ernesto Niemeyer (1863–1950), brasilianischer Lehrer, Telegraphenamtsleiter und Schriftsteller

### F
- Felix von Niemeyer (Mediziner) (1820–1871), deutscher Mediziner
- Felix von Niemeyer (Diplomat) (1851–1896), deutscher Diplomat
- Franz Anton Niemeyer (1790–1867), deutscher Jurist und Hochschullehrer
- Frédéric Niemeyer (* 1976), kanadischer Tennisspieler
- Friedrich Niemeyer (Politiker) (1883–1958), deutscher Kommunalpolitiker (Zentrum, NSDAP, parteilos)
- Friedrich August Wilhelm Niemeyer (1801–1877), deutscher Gutsbesitzer und Beamter
- Fritz Niemeyer (?–1941), deutscher Optiker und Schachspieler

### G
- Gerhard Niemeyer (1935–2000), deutscher Wirtschaftsinformatiker und Hochschullehrer
- Gerhart Niemeyer (1907–1997), deutsch-amerikanischer Philosoph
- Gerlinde Niemeyer (vor 1931–2006), deutsche Archivarin und Historikerin
- Gisela Niemeyer (1923–2012), deutsche Richterin
- Gundula Niemeyer (* 1978), deutsche Schauspielerin
- Günther Niemeyer (1911–1985), deutscher Politiker (CDU)

### H
- Hans Niemeyer (Jurist) (1834–1917), deutscher Jurist und Mäzen
- Hans Niemeyer (Ingenieur) (Hans Walther Rafael Niemeyer Fernández; 1921–2005), chilenischer Bauingenieur und Archäologe
- Hans Georg Niemeyer (1933–2007), deutscher Archäologe
- Heinrich Niemeyer (Politiker) (1815–1890), deutscher Unternehmer und Politiker, MdL Preußen
- Heinrich Niemeyer (Architekt, 1833) (Georg Heinrich Friedrich Niemeyer; 1833–??), deutscher Architekt
- Heinrich Niemeyer (Architekt, 1936) (Heinrich Johann Niemeyer; 1936–2010), deutscher Architekt
- Heinrich Friedrich Niemeyer (1853–1920), deutsch-australischer Geistlicher
- Heinz Niemeyer (Schlagzeuger) (1931–2004), deutscher Jazzmusiker
- Heinz Niemeyer (Tischtennisspieler) (* um 1937), deutscher Tischtennisspieler
- Hella Niemeyer-Simons (1894–1955), deutsche Schriftstellerin
- Hermann Niemeyer (Verleger) (1883–1964), deutscher Verleger
- Hermann Niemeyer Fernández (1918–1991), chilenischer Biochemiker
- Hermann Agathon Niemeyer (1802–1851), deutscher Theologe
- Horst Niemeyer (Jurist) (1929–2005), deutscher Jurist und Stifterverbandsfunktionär
- Horst F. Niemeyer (1931–2007), deutscher Mathematiker

### J
- Jens Niemeyer (* 1968), deutscher Physiker und Hochschullehrer
- Jo Niemeyer (* 1946), deutscher Grafiker und Designer
- Joachim Niemeyer (1940–2022), deutscher Militärhistoriker
- Johann Christian Niemeyer (1724–1811), deutscher Amtmann
- Johann Christian Ludwig Niemeyer (1772–1857), deutscher Theologe, Schriftsteller und Lehrer
- Johann Friedrich Conrad Niemeyer (1759–1814), deutscher Markscheider und Kartograf
- Johann Otto Louis Niemeyer († nach 1873), deutscher Kolonialverwalter und Fotograf
- Johannes Niemeyer (1889–1980), deutscher Maler und Architekt
- Josef Niemeyer (1903–1978), deutscher Jurist

### K
- Karl Niemeyer (Schiedsrichter) (1920–1998), deutscher Fußballschiedsrichter
- Karl Eduard Niemeyer (1792–1838), deutscher Mediziner
- Katharina Niemeyer (1962–2018), deutsche Romanistin
- Konrad Niemeyer (1828–1903), deutscher Klassischer Philologe und Pädagoge

### L
- Lorenz Niemeyer (1594–1663), deutscher Offizier, Politiker und Unternehmer
- Louis Niemeyer (1856–1940), deutscher Jurist und Politiker, MdHB
- Ludwig Niemeyer (1898–1974), deutscher Botaniker und Direktor des Instituts für Pflanzenschutz im Weinbau der Biologischen Bundesanstalt Bernkastel-Kues

### M
- Manfred Niemeyer (* 1947), deutscher Slawist
- Maren Niemeyer (* 1964), deutsche Journalistin und Filmregisseurin
- Mark Niemeyer (Literaturwissenschaftler) (* 1958), Amerikanist, Literaturwissenschaftler und Hochschullehrer in Frankreich
- Mark Niemeyer (Chemiker) (1964–2021), deutscher Chemiker und Hochschullehrer
- Max Niemeyer (1841–1911), deutscher Verleger
- Meike Niemeyer (* 1980), deutsche Regisseurin
- Michel Niemeyer (* 1995), deutscher Fußballspieler

### O
- Oscar Niemeyer (1907–2012), brasilianischer Architekt
- Otto Niemeyer-Holstein (1896–1984), deutscher Maler
- Otto Ernst Niemeyer (1883–1971), britischer Staatsbeamter und Bankmanager
- Otto Karl Niemeyer (1891–nach 1971), deutscher Verwaltungsjurist

### P
- Paul Niemeyer (Mediziner) (1832–1890), deutscher Mediziner
- Paul Niemeyer (Grafiker), US-amerikanischer Grafiker und Designer
- Paul Viktor Niemeyer (1827–1901), deutscher Gartenarchitekt
- Peter Niemeyer (Wirtschaftsinformatiker) (* 1965), deutscher Wirtschaftsinformatiker und Hochschullehrer
- Peter Niemeyer (* 1983), deutscher Fußballspieler

### R
- Rainer Niemeyer (1955–2016), deutscher Handballtorwart
- Ralph Niemeyer (* 1965), deutscher Fotograf, Art Director und Kameramann
- Ralph T. Niemeyer (* 1969), deutscher Autor
- Reinhold Niemeyer (1885–1959), deutscher Architekt und Stadtplaner
- Robert Harsch-Niemeyer (1932–2011), deutscher Verleger
- Rudolf Niemeyer (vor 1929–1999), deutscher Lehrer und Heimatforscher

### S
- Sina Niemeyer (* 1991), deutsche Fotografin und Künstlerin
- Stefan Niemeyer (* 1960), deutscher Unternehmer und Basketballfunktionär
- Sven Niemeyer (* 1981), deutscher Musicaldarsteller, Tänzer, Choreograf und Dozent

### T
- Theodor Niemeyer (1857–1939), deutscher Jurist und Hochschullehrer
- Tim Niemeyer (* 1984), deutscher Sportjournalist und Fernsehmoderator

### V
- Victor Niemeyer (1863–1949), deutscher Jurist und Publizist

### W
- Walter Niemeyer (* 1929), deutscher Papieringenieur, Archivar und Papierhistoriker
- Wilhelm Niemeyer (Kunsthistoriker) (1874–1960), deutscher Kunsthistoriker und Schriftsteller
- Wilhelm Niemeyer (Autor) (1912–1977), deutscher Schriftsteller und Übersetzer
- Wilhelm Niemeyer (Historiker, 1920) (Wilhelm Justus Niemeyer; 1920–1966), deutscher Historiker und Archivar
- Wilhelm Hermann Niemeyer (1788–1840), deutscher Mediziner
- Wolfgang Niemeyer (Heimatforscher) (1880–1964), deutscher Lehrer, Philologe und Heimatforscher
- Wolfgang Niemeyer (Geograph) (1909–1983), deutscher Geograph
- Wolfgang Niemeyer (Archäologe) (* 1956), deutscher Archäologe

### Y
- Yael Niemeyer (* 1942/1943), deutsche Künstlerin

## Sonstiges
- A. W. Niemeyer, deutscher Schiffsausrüster
- Hare/Niemeyer-Verfahren, Sitzzuteilungsverfahren bei Wahlen
- Max Niemeyer Verlag für Sprach- und Literaturwissenschaft
- Niemeyersche Karte